# Dzongkha
Dzongkha (རྯོང༌ཁ༌, transliteracja Wyliego: rdzong-kha; alternatywna nazwa: འབྲུག༌སྐད༌ brug skad, wymowa: trukkä) – język urzędowy Bhutanu, spokrewniony z niektórymi dialektami tybetańskimi używanymi w Sikkimie i południowym Tybecie. Mówiony dzongkha  i współczesny standardowy język tybetański są wzajemnie niezrozumiałe, lecz dzongkha znajdował się pod silnym wpływem klasycznego języka tybetańskiego, używanego do lat 60. XX w. w szkolnictwie bhutańskim.
Według danych z 2013 r. jest to język 226 tys. mieszkańców Bhutanu. Dodatkowo 11 tys. (2007) jego użytkowników zamieszkuje Indie.
Dzongkha zapisywany jest w lokalnej odmianie pisma tybetańskiego, zwanej „dzioji” mgyogs yig. Bywa klasyfikowany jako dialekt języka tybetańskiego.
Nazwa języka oznacza „język używany dawniej w dzongach” (kha, ཁ་ – „język” + dzong, རྫོང་ – klasztory-twierdze powstałe w Bhutanie w XVII wieku).